# Municipio de Prospect (Dakota del Sur)
El municipio de Prospect (en inglés: Prospect Township) es un municipio ubicado en el condado de Mellette en el estado estadounidense de Dakota del Sur. En el año 2010 tenía una población de 5 habitantes y una densidad poblacional de 0,02 personas por km².

## Geografía
El municipio de Prospect se encuentra ubicado en las coordenadas 43°41′25″N 101°5′42″O / 43.69028, -101.09500. Según la Oficina del Censo de los Estados Unidos, el municipio tiene una superficie total de 223.11 km², de la cual 221,92 km² corresponden a tierra firme y (0,54 %) 1,2 km² es agua.

## Demografía
Según el censo de 2010, había 5 personas residiendo en el municipio de Prospect. La densidad de población era de 0,02 hab./km². De los 5 habitantes, el municipio de Prospect estaba compuesto por el 100 % blancos. Del total de la población el 0 % eran hispanos o latinos de cualquier raza.